# Primera División de Uruguay 1956
Liga Profesional de Primera División 1956 var den 54:e säsongen av Uruguays högstaliga i fotboll, och 25:e säsongen som ligan spelades på professionell nivå. Ligan spelades som ett seriespel där samtliga lag mötte varandra vid två tillfällen. Totalt spelades 90 matcher med 315 gjorda mål.
Nacional vann sin 24:e titel som uruguayanska mästare.

## Deltagande lag
10 lag deltog i mästerskapet, samtliga från Montevideo.

## Resultat
| Nr | Lag                  | S  | V  | O | F  | GM | IM | MS  | P  |
| -- | -------------------- | -- | -- | - | -- | -- | -- | --- | -- |
| 1  | Nacional             | 18 | 15 | 2 | 1  | 54 | 19 | +35 | 32 |
| 2  | Peñarol              | 18 | 13 | 3 | 2  | 50 | 17 | +33 | 29 |
| 3  | Cerro                | 18 | 10 | 4 | 4  | 42 | 30 | +12 | 24 |
| 4  | CA Defensor          | 18 | 6  | 6 | 6  | 34 | 33 | +1  | 18 |
| 5  | Montevideo Wanderers | 18 | 3  | 9 | 6  | 16 | 23 | −7  | 15 |
| 6  | Liverpool            | 18 | 6  | 3 | 9  | 31 | 40 | −9  | 15 |
| 7  | Rampla Juniors       | 18 | 3  | 8 | 7  | 27 | 34 | −7  | 14 |
| 8  | Danubio              | 18 | 6  | 2 | 10 | 18 | 31 | −13 | 14 |
| 9  | Racing Club          | 18 | 5  | 3 | 10 | 25 | 45 | −20 | 13 |
| 10 | IA Sud América       | 18 | 1  | 4 | 13 | 18 | 43 | −25 | 6  |